# پیتر الو
پیتر الو (استونیایی: Peeter Ello; ۱ ژانویهٔ ۱۹۵۵ – 1997) سیاستمدار و نماینده سابق مجلس اهل استونی بود.